# Brittiska överhuset
Brittiska överhuset (engelska: House of Lords, eller formellt: The Right Honourable the Lords Spiritual and Temporal of the United Kingdom of Great Britain and Northern Ireland in Parliament assembled) är den ena av Storbritanniens parlaments två kamrar.
Den brittiska parlamentarismen (Westminstermodellen) utgörs av de tre fristående delarna underhuset (House of Commons), överhuset (House of Lords) och monarken (crown in parliament). Överhuset kan inte fatta några egna beslut, men har rätt att för viss tid skjuta upp lagförslag beslutade av underhuset. Oftast lägger överhuset sedan fram samma förslag med ändringar inför underhuset, som därefter får fatta nytt beslut.

## Historia
House of Lords kom till på 1300-talet och har funnits nästan fortlöpande sedan dess. Namnet House of Lords användes inte som beteckning för överhuset förrän 1544. Överhuset avskaffades 1649 av den revolutionära regeringen som kom till makten under engelska inbördeskriget, men återupprättades 1660.
Överhuset var en gång mer mäktigt än det folkvalda underhuset. Sedan 1800-talet har dock överhusets befogenheter successivt minskat och är numera betydligt svagare än sin folkvalda kontrahent. Efter de reformer som antogs 1911 och 1949 kan alla lagförslag från regeringen utom finansförslag (som innefattar den årliga budgetpropositionen) som har antagits av underhuset fördröjas av överhuset i tolv månader, men inte avslås. Denna befogenhet kallas suspensivt veto inom statsvetenskapen.
Förutom de lagstiftande funktionerna hade överhuset tidigare också rättsliga befogenheter: det utgjorde högsta appellationsdomstol för de flesta fall i Storbritannien. Överhusets rättsliga funktioner utövades inte av kammaren som helhet, utan av ett utskott med ledamöter med erfarenhet av höga juridiska ämbeten, som kallades laglorder (law lords). Överhuset var heller inte den enda högsta domstolen i Storbritannien. I vissa fall innehades denna roll av kronrådets rättsliga utskott. I och med Constitutional Reform Act 2005 överfördes överhusets dömande funktioner till en ny institution, Storbritanniens högsta domstol. Den 31 juli 2009 hade laglorderna sitt sista sammanträde.
Laglorderna hade införts 1876 genom en ny lag som gjorde det möjligt att ge två höga jurister icke ärftliga platser i överhuset. Från 1887 fick dessa behålla sina barontitlar och platser livet ut efter att de pensionerats från domarbänken. Successivt utökades antalet laglorder till som mest tolv (från 1994). Sedan Life Peerages Act 1958 antagits kunde regeringen utnämna vilken och hur många medborgare i ett samväldesrike över 20 år fyllda, bosatta och skattebetalande i Storbritannien som helst till livstidspärer med plats överhuset – därigenom kunde kvinnor för första gången ta plats i överhuset.
Ytterligare reformer genomfördes genom House of Lords Act 1999, som avskaffade den automatiska ärftliga rätten för pärer att sitta i överhuset. Två ärftliga pärer, hertigen av Norfolk (med det ärftliga ämbetet earl marshal, som organiserar parlamentets öppnande samt kröningar och statsbegravningar) och markisen av Cholmondeley (med ämbetet lord great chamberlain, som också har en roll vid parlamentets öppnande) behåller sina platser på grund av sina ämbeten. Av de 90 övriga som har säte i egenskap av innehavare av ärftlig pärsvärdighet är 14 valda av överhuset som helhet och 74 valda av de andra arvspärerna utifrån partigruppstillhörighet. Antalet pärer som på detta sätt kan väljas av ett parti återspeglar andelen arvspärer som tillhörde det partiet 1999. När en överhusledamot med ärftlig pärsvärdighet avlider förrättas fyllnadsval.
Yttermera reformer har övervägts men inte antagits. Bland förslagen finns att helt avskaffa det ärftliga elementet och att åtminstone hälften av ledamöterna ska vara direkt folkvalda. Den 7 mars 2007 röstade underhuset för att mellan 90 och 100 procent av överhusets ledamöter skulle vara folkvalda. Denna omröstning var endast rådgivande, men regeringen antydde att den skulle vidta åtgärder. Vid öppnandet av parlamentet i maj 2010, i samband med konservativa-liberaldemokratiska koalitionsregeringen Camerons tillträde, tillkännagav drottning Elizabeth II i sitt trontal att hennes regering ämnar att ersätta House of Lords med ett folkvalt överhus under mandatperioden. Planerna skrinlades dock efter att motståndet inom det konservativa partiet mot reformen visat sig vara för stort.

## Sammansättning
Ledamöter av överhuset kallas lords of parliament (lorder). Till skillnad från underhuset har överhuset inget fast antal ledamöter – den 5 september 2019 hade överhuset 775 ledamöter (exklusive 21 inaktiva ledamöter). Av ledamöterna är högst 26 andliga lorder (lords spiritual) och övriga världsliga lorder (lords temporal). De andliga lorderna är de båda ärkebiskoparna och de 24 främsta biskoparna i Engelska kyrkan. Andliga lorder är lords of parliament (och inte pärer) så länge som de innehar sina kyrkliga befattningar, medan världsliga lorder sitter i överhuset livet ut. Av sedvänja ges ärkebiskoparna av Canterbury och York livstids pärsvärdighet sedan de pensionerats.
Av de nuvarande världsliga parlamentslorderna har de flesta blivit förlänade sin pärsvärdighet på livstid av monarken på förslag från premiärministern eller en särskild utnämningskommitté. Före 1999 års överhusreform hade de flesta som ärvt sin pärsvärdighet (cirka 700 personer) rätt att sitta i överhuset – efter reformen kan endast 92 av dem sitta i överhuset i egenskap av detta, varav 90 av de pärerna får sina platser genom interna fyllnadsval, medan två höga ämbetsmän (great officers of state), innehavarna av de ärftliga ämbetena earl marshal och lord great chamberlain, ex officio har platser i överhuset. Om övriga great officers of state (till exempel lordkanslern) är överhusledamöter, så är de det i egenskap av pär.

### Ämbeten

#### Talman
Överhuset valde tidigare inte sin egen talman, utan det var lordkanslern som ledde kammarens arbete. Sedan 2006 väljer överhuset en Lord Speaker, som ordförande, bland sina ledamöter. Sedan 1 maj 2021 är John McFall, baron McFall of Alcluith Lord Speaker.
I överhusets kammare sitter lord speaker eller dennes ställföreträdare på the woolsack, en stor röd dyna, stoppad med ull, i salens huvudända. I jämförelse med underhusets talman har överhusets ordförande få befogenheter. Vederbörande uppträder som överhusets påannonsör; till exempel tillkännager han eller hon omröstningsresultaten. Vederbörande kan dock inte bestämma vilken lord som ska få ordet eller tillrättavisa enskilda ledamöter som brutit mot överhusets regler. Sådana åtgärder kan bara överhuset självt vidta. Till skillnad från underhustalmannen som måste hålla sig politiskt neutral, kan lord speaker och dennes ställföreträdare tala för sitt respektive parti.

#### Ledare
En annan befattning i överhuset är överhusets ledare (leader of the House of Lords), som är en pär, utsedd av premiärministern. Överhusets ledare ansvarar för att dirigera regeringsförslagen genom överhuset. Dessutom är han medlem i kabinettet. Ledaren är också den som vanligen ger överhuset råd i ordningsfrågor; dylika råd är dock inte bindande. Premiärministern utser dessutom en ställföreträdande överhusledare som vid behov övertar överhusledarens uppgifter.

#### Sekreterare
Parlamentssekreteraren (clerk of the parliaments) är överhusets chefsekreterare. Parlamentssekreteraren är emellertid inte ledamot av överhuset. Sekreteraren utses av kronan och ger ordföranden råd i ordningsfrågor, undertecknar anvisningar och officiella kommunikéer, kontrasignerar lagar och förvaltar protokollen från parlamentets bägge kamrar. Därtill ansvarar parlamentssekreteraren vid behov för arvspärernas fyllnadsval. Lord Speaker utser ställföreträdande parlamentssekreterare vilka utnämns efter att överhuset gett sitt samtycke.

#### Black Rod
Gentleman usher of the black rod är ytterligare en av överhusets befattningar. Titeln härrör från ämbetets symbol, en svart stav. Han ansvarar för ceremoniella skeenden och basar över parlamentets vaktmästare. Han kan på överhusets uppmaning undanröja störningar och oro i kammaren. Han är också överhusets serjeant-at-arms och bistår i denna funktion lord speaker. Gentleman usher of the black rods uppgifter kan delegeras till yeoman sher of the black rod eller biträdande serjeant-at-arms.

## Bildgalleri

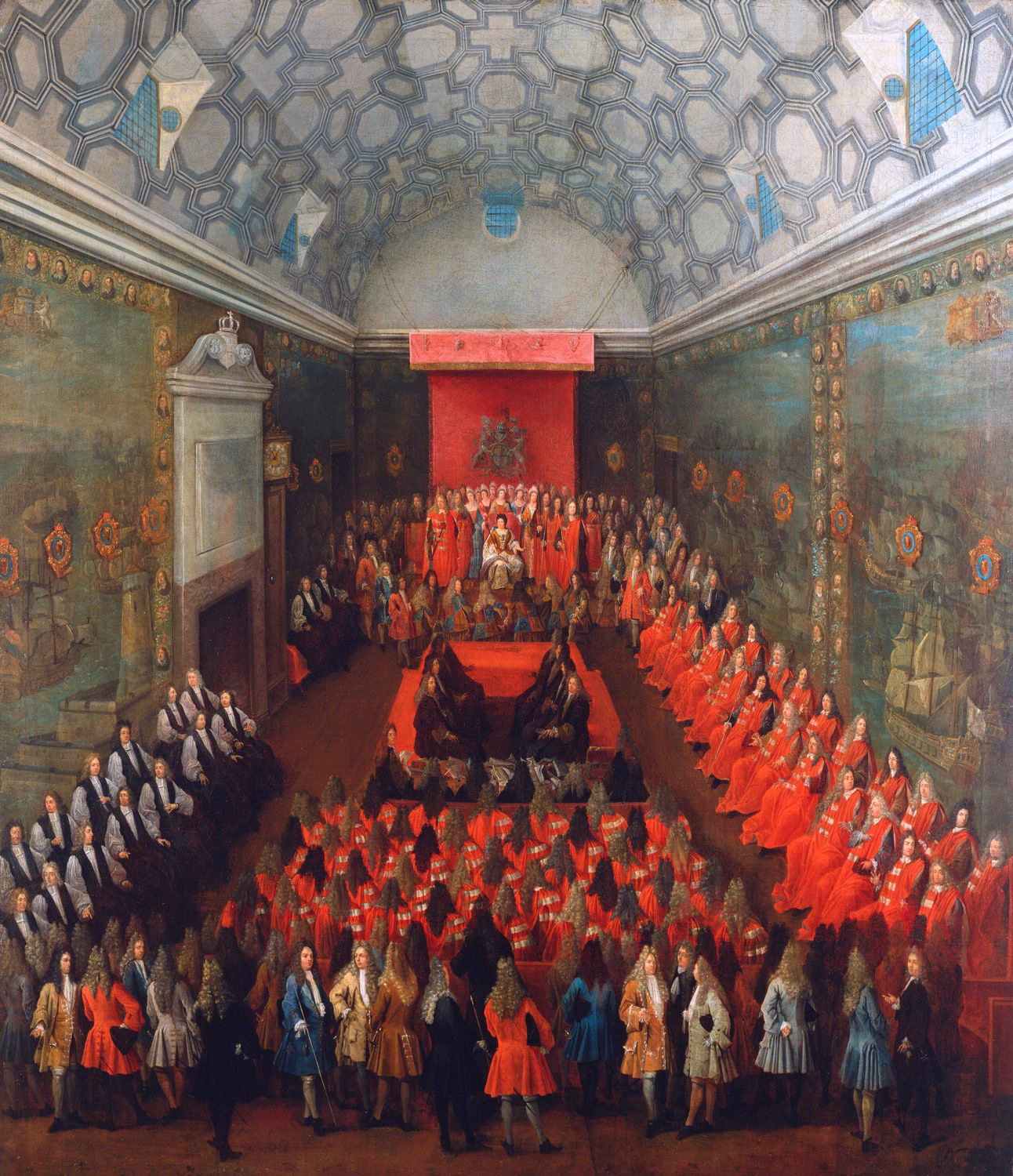
Drottning Anna i överhuset, målning av Peter Tillemans.
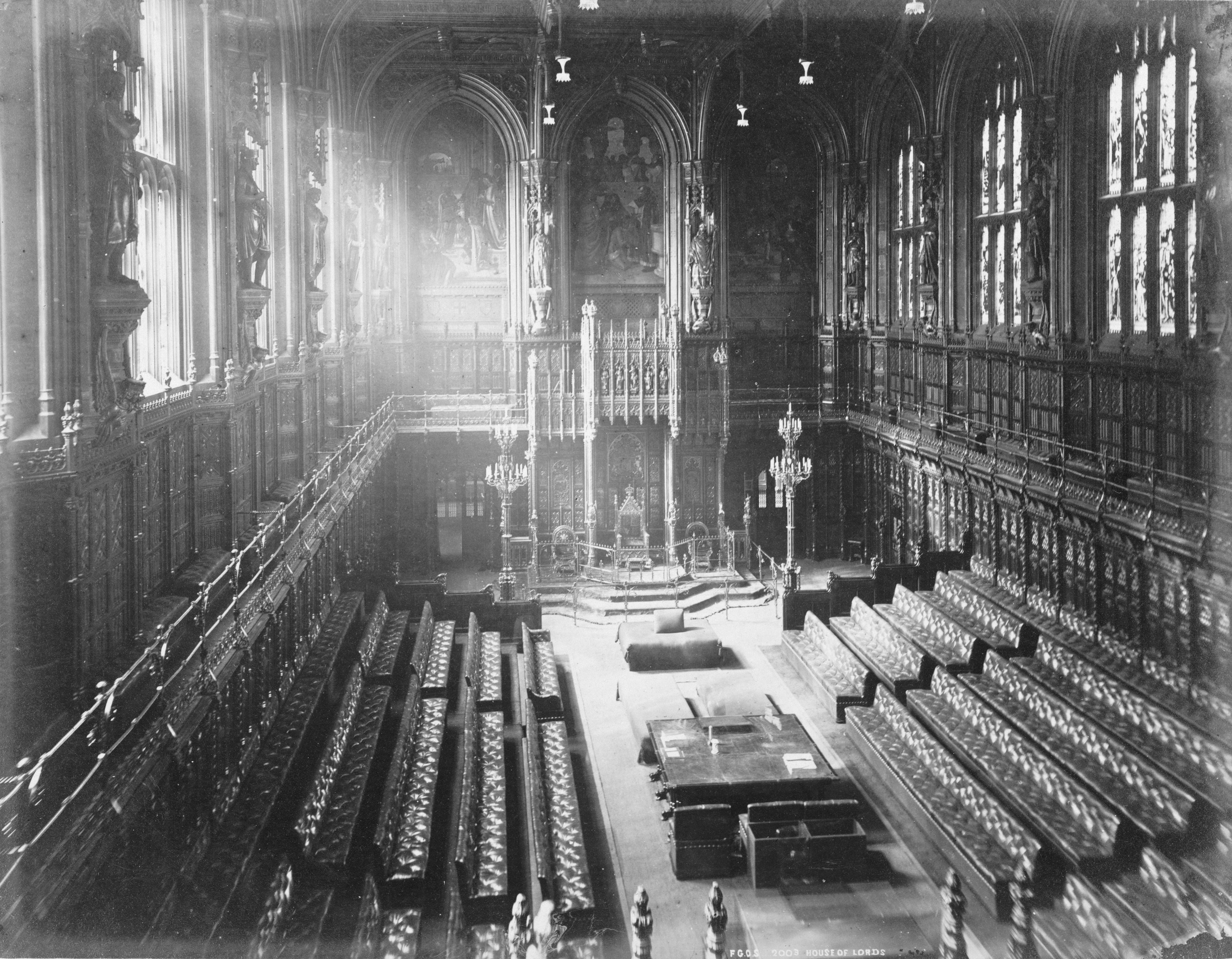
House of Lords, cirka 1870–1885.
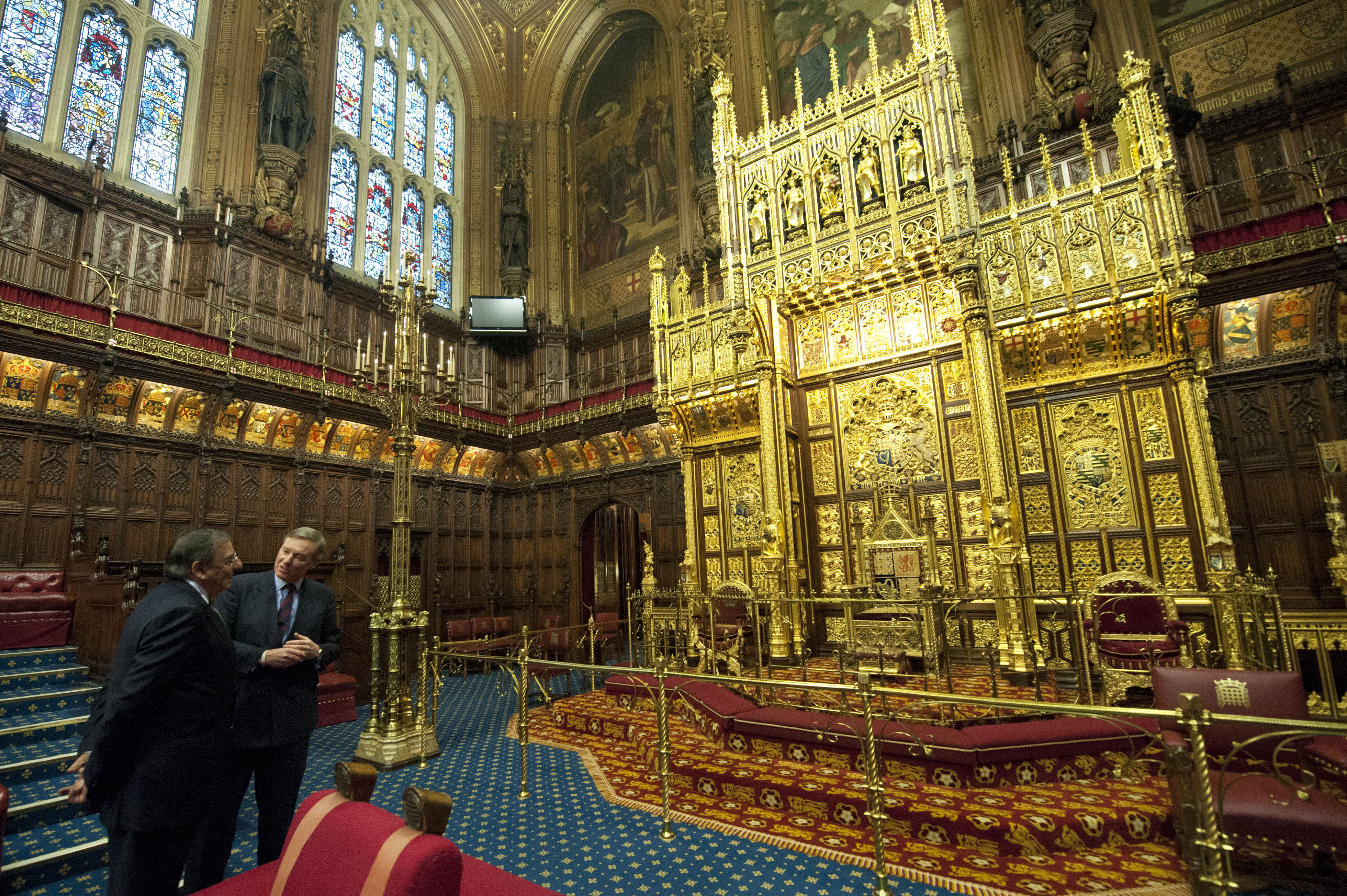
Överhussalens guldtron, varifrån monarken talar vid parlamentets öppnande.
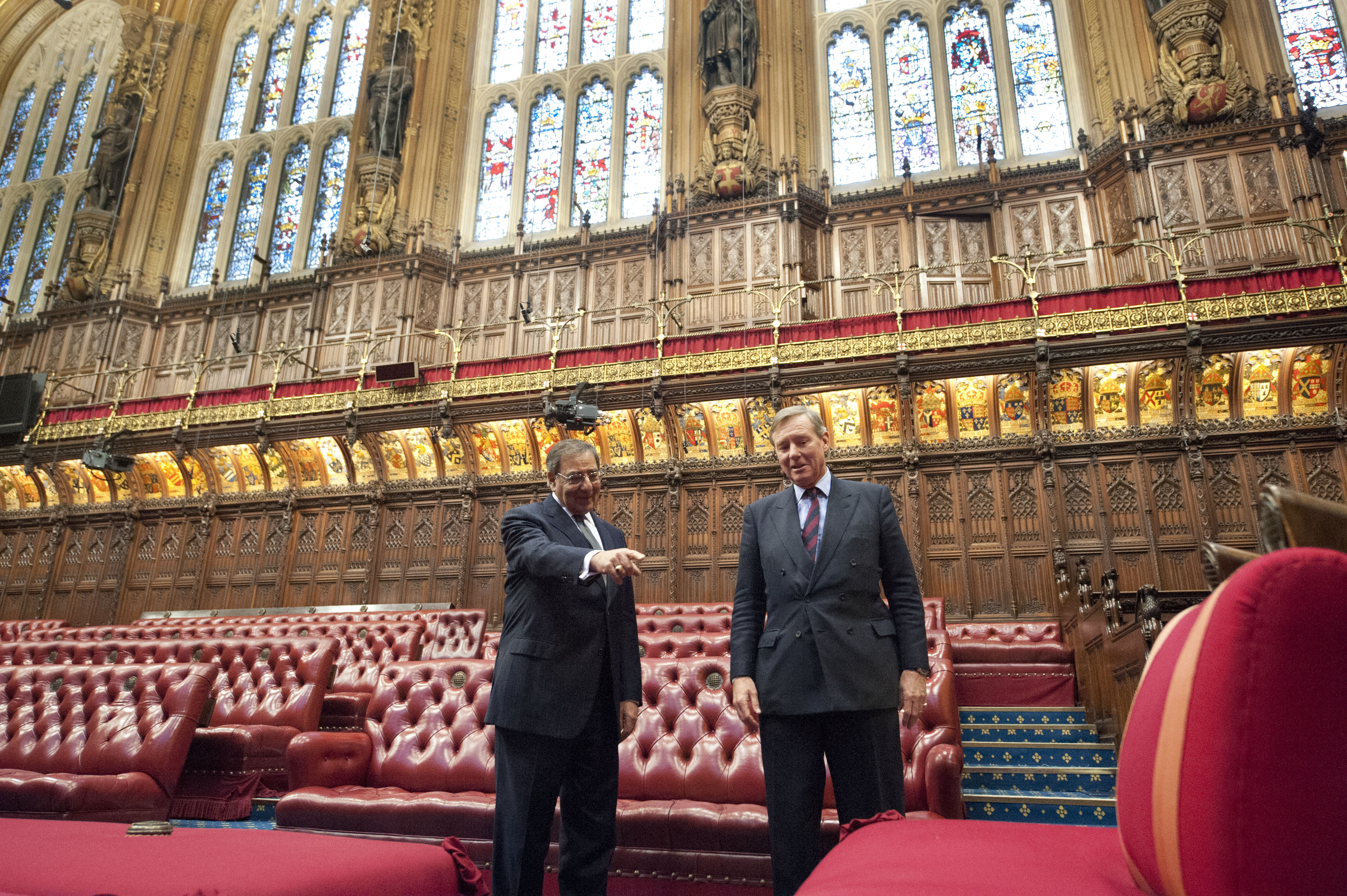
USA:s försvarsminister Leon Panetta pekar på the woolsack (bildens nedre högra hörn), som är lord speakers säte i överhussalen.